# Trigoniophthalmus
Genre
Trigoniophthalmus est un genre d'insectes aptères appartenant à l'ordre des archéognathes.

## Liste d'espèces
Selon NCBI (8 nov. 2016) :
- Trigoniophthalmus alternatus

Selon ITIS (8 nov. 2016) :
- Trigoniophthalmus alternatus (Silvestri, 1904)